# 로쿠고 마사치카
로쿠고 마사치카(일본어: 六郷政速, 1764년 ~ 1812년 11월 29일)는 일본 에도 시대의 다이묘로, 데와노쿠니 혼조 번의 7대 번주이다. 어릴적 이름은 쇼사부로(尚三郎)이며, 다른 이름은 마사타케(政武), 마사타다(政正), 마사하타(政秦)이다. 관위는 종5위하, 사도노카미이다.
메이와 원년(1764년), 혼조 번의 6대 번주 로쿠고 마사시게의 셋째 아들로 태어났다. 원래는 5대 번주 로쿠고 마사나가의 아들 로쿠고 마사노부가 마사시게의 양자가 되어 후계자가 될 예정이었으나, 마사노부가 안에이 5년(1776년) 3월 18일에 요절하였고 마사치카가 세자가 되었다. 덴메이 3년(1783년) 12월 18일, 아버지 마사시게가 은거함에 따라 그 뒤를 이었다.
그러나 그의 통치 기간 중에 조카마치의 화재와 대지진 등의 재해를 입었고, 묘슈(名主)의 부정 행위 등으로 인해 대규모 농민 잇키인 만자와 소동(万沢騒動)이 일어났으며, 사후 처리에서도 부정과 실책이 발생해 혼란을 불러와서, 시가지 내에서도 도매업자들 간의 분쟁이 발생하는 등, 번 통치에 어려움을 겪었다. 지진이 일어난 뒤인 분카 3년(1806년)에는 영내의 상인 52명으로부터 총액 1,700냥 남짓을 빌려, 기사카타(象潟)의 간척 농지화 사업 비용으로 충당했다고 전한다. 한편 덴메이 연간에는 번사들의 교육을 위하여 성내 산노마루(三の丸)에 번교 수신관(修身館)을 창설하였다.
분카 9년(1812년) 10월 26일에 49세의 나이로 사망하였다. 맏아들 로쿠고 마사요시는 분카 7년(1810년)에 폐적되었으므로, 셋째 아들 로쿠고 마사즈미가 그 뒤를 이었다.
| 전임 로쿠고 마사시게 | 제7대 혼조 번 번주 1783년 ~ 1812년 | 후임 로쿠고 마사즈미 |